# Balanoglossus studiosorum
Balanoglossus studiosorum är en djurart som tillhör fylumet svalgsträngsdjur, och som beskrevs av van der Horst. Balanoglossus studiosorum ingår i släktet Balanoglossus och familjen Ptychoderidae.
Artens utbredningsområde är Indiska oceanen. Inga underarter finns listade i Catalogue of Life.